# Temporal del Biobío de 2019
El temporal del Biobío de 2019 fue un evento meteorológico de fuertes vientos que inició el día jueves 30 de mayo de 2019, golpeando principalmente a la Región del Bíobío, Chile.

## Inicio del temporal
El evento inició con vientos moderados, lluvias y granizos en diversos sectores de la región, siguiendo el pronóstico de los meteorólogos y no escapando a la normalidad del clima invernal de Chile. Esto fue acompañado de fuertes tormentas eléctricas que dejaron aislados daños en la localidad de Vilcún.
Alrededor de las 15:30 hora local, en la comuna de Yungay, una tromba terrestre dejó daños moderados en la localidad de San Miguel de Itata, sin dejar personas lesionadas. Dos horas después, aproximadamente a las 17:30 hora local, otra tromba terrestre dejó diversos daños en la localidad de Quilelto, en la comuna de San Carlos, dejando a 2 viviendas con daños.
La atención del país se volcó cuando un tornado de F2 en la escala Fujita-Pearson golpeó la ciudad de Los Ángeles, a las 18:00 hora local, dejando importantes daños y lesionados, movilizando al gobierno y los medios de prensa hacia la zona afectada. Se estima que alrededor de 122 viviendas fueron afectadas. Los heridos fueron trasladados a los servicios de urgencias de los diversos centros asistenciales de la ciudad.
Posteriormente, a las 19:30 hora local, los fuertes vientos causaron estragos en la localidad de San Andrés, generando daños en dos casas y una iglesia, dejando un saldo de 13 damnificados.

## La costa
En la costa de la región, los estragos llegarían con posterioridad, pues el día viernes 31 de mayo —aproximadamente a las 14:30 hora local—, un tornado azotaría las comunas de Talcahuano y Concepción, pertenecientes a la conurbación del Gran Concepción, dejando en la primera: una persona fallecida, 4 lesionadas, 100 viviendas afectadas y varios vehículos menores y mayores volcados, además de daños en el casino Marina del Sol, un hotel aledaño y el centro comercial Mall Plaza Del Trébol. Mientras, en la comuna de Concepción, ubicada al centro de la metrópoli, el evento dejó serios daños y calles bloqueadas por escombros, producto de la caída de techumbres de locales comerciales.
En la zona urbana se produjo la interrupción del suministro eléctrico, la cual afectó a 53 000 clientes aproximadamente.

## Víctimas fatales
El alcalde de Talcahuano, Henry Campos, confirmó el fallecimiento de una mujer de 62 años en un sector industrial de la comuna, quien habría llegado herida al hospital Las Higueras.

## Medidas gubernamentales
El presidente de Chile, Sebastián Piñera, se dirigió a la zona, anunciando en su cuenta de Twitter:

Voy partiendo a Biobío para acompañar y coordinar apoyo a las familias afectadas por los tornados en Los Ángeles, y recientemente, en Talcahuano y Concepción. Valoro el rápido despliegue de equipos de Gobierno para enfrentar la emergencia y llegar con urgente y necesaria ayuda.

El ministro del interior Andrés Chadwick, hizo lo propio en su cuenta de la misma red social:

Camino junto al pdte. Sebastián Piñera a BioBío para estar junto a las familias afectadas por los tornados que azotaron a la región. Participaremos de COE a las 17 horas. Es de vital importancia que la ayuda llegue rápidamente a los damnificados para sobrellevar esta emergencia

Las Seremis de las regiones del Bíobío y Ñuble comunicaron la suspensión de clases en la totalidad de dichas regiones.
La Oficina Nacional de Emergencia del Ministerio del Interior (ONEMI) decretó Alerta Amarilla para la comuna de Los Ángeles. A su vez, decretó Alerta Temprana Preventiva en la totalidad de las regiones de Coquimbo, Valparaíso, Metropolitana, O'Higgins, Maule, Ñuble, Bíobío, Araucanía, y en parte de la Región de Atacama, específicamente en las comunas de Diego de Almagro, Copiapó, Tierra Amarilla y Alto del Carmen.